# نيل كاي
نيل كاي (بالإنجليزية: Neal Kay)‏ هو دي جيه بريطاني، ولد في القرن العشرين.